# 2,2,4-Trimetilpentán
| 2,2,4-Trimetilpentán                                                                                            |                              |
| A 2,2,4-trimetilpentán szerkezeti képlete                                                                       |                              |
| A 2,2,4-trimetilpentán pálcikamodellje                                                                          |                              |
| \| \| \| |                              |
| A 2,2,4-trimetilpentán kalottamodellje                                                                          |                              |
| IUPAC-név | 2,2,4-trimetilpentán         |
| Kémiai azonosítók                                                                                               |                              |
| CAS-szám | 540-84-1                     |
| PubChem | 10907                        |
| ChemSpider | 10445                        |
| EINECS-szám | 208-759-1                    |
| MeSH | 2,2,4-trimethylpentane       |
| ChEBI | 62805                        |
| RTECS szám | SA3320000                    |
| SMILES | CC(C)CC(C)(C)C               |
| InChIKey | NHTMVDHEPJAVLT-UHFFFAOYSA-N  |
| Beilstein | 1696876                      |
| UNII | QAB8F5669O                   |
| UN-szám | 1262                         |
| ChEMBL | 1797261                      |
| Kémiai és fizikai tulajdonságok                                                                                 |                              |
| Kémiai képlet                                                                                                   | C8H18                        |
| Moláris tömeg                                                                                                   | 114,23 g/mol                 |
| Megjelenés | színtelen folyadék           |
| Szag | kőolajszerű                  |
| Sűrűség | 0,692 g cm−3                 |
| Olvadáspont | -107 °C                      |
| Forráspont | 99,30 °C                     |
| λmax | 210 nm                       |
| Mágneses szuszceptibilitás                                                                                      | −98,34·10−6 cm3/mol          |
| Törésmutató (nD)                                                                                                | 1,391                        |
| Gőznyomás | 5,5 kPa (21 °C-on)           |
| kH | 3,0 nmol Pa−1 kg−1           |
| Megoszlási hányados                                                                                             | 4,373                        |
| Termokémia |                              |
| Std. képződési entalpia ΔfHo298                                                                                 | (−260,6)–(−258,0) kJ mol−1   |
| Égés standard- entalpiája ΔcHo298                                                                               | (−5462,6(–(−5460,0) kJ mol−1 |
| Standard moláris entrópia So298                                                                                 | 328,03 J K−1 mol−1           |
| Hőkapacitás, C                                                                                                  | 242,49 J K−1 mol−1           |
| Veszélyek |                              |
| NFPA 704 | 3 1 0                        |
| Robbanási határ                                                                                                 | 1,1–6,0%                     |
| Ha másként nem jelöljük, az adatok az anyag standardállapotára (100 kPa) és 25 °C-os hőmérsékletre vonatkoznak. |                              |
| |                              |

A 2,2,4-trimetilpentán, más néven izooktán szerves vegyület, az oktán (C8H18) egyik izomerje, képlete (CH3)3CCH2CH(CH3)2. Az oktánszám skálájának 100-as pontját ez az izomer jelöli ki (a nullát az n-heptán). A benzin fontos összetevője, gyakran viszonylag nagy arányban használják az üzemanyag kopogásállóságának javítására.
Szigorúan véve a szabványos elnevezési módok alapján az izooktán névnek a 2-metilheptánt kellene jelentenie, azonban a 2,2,4-trimetilpentán történetileg messze a legfontosabb oktánizomer, így rajta maradt ez az elnevezés.

## Előállítása
Az olajipar hatalmas mennyiségben gyártja az izobutén izobutánnal történő alkilezésével. A reakciót alkilező egységekben végzik savas katalizátor jelenlétében.

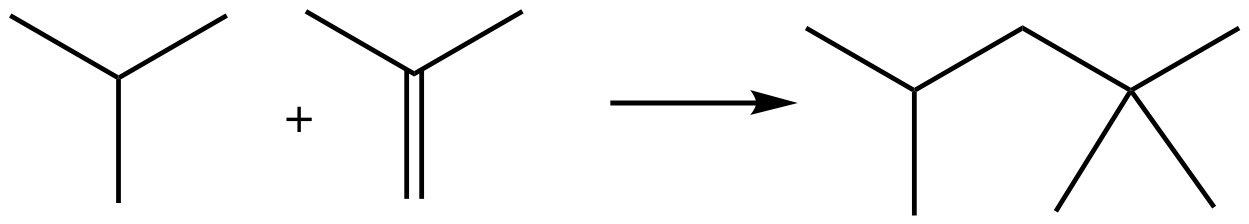
2,2,4-Trimetilpentán előállítása izobuténből és izobutánból

Előállítható az izobutilén Amberlyst-katalizátorral történő dimerizálásával is, ekkor a keletkező okténizomerek keverékéből hidrogénezéssel nyerik a 2,2,4-trimetilpentánt.

## Biztonságtechnikai információk
Más szénhidrogénekhez hasonlóan gyúlékony.

## Fordítás
Ez a szócikk részben vagy egészben  a(z)   2,2,4-Trimethylpentane című angol Wikipédia-szócikk ezen változatának fordításán alapul.  Az eredeti cikk szerkesztőit annak laptörténete sorolja fel. Ez a jelzés csupán a megfogalmazás eredetét és a szerzői jogokat jelzi, nem szolgál a cikkben szereplő információk forrásmegjelöléseként.